# Mutavaquil III
Maomé Mutavaquil ala Alá (Muḥammad al-Mutawakkil ala Allah, dito Mutavaquil III (em árabe: المتوكل على الله الثالث), foi o décimo-sétimo e último califa abássida do Cairo, no Egito, sob os sultões mamelucos. Ele serviu por dois períodos, entre entre 1508 e 1516 e, novamente, em 1517. Desde o saque de Bagdá pelos mongóis e a execução do califa Almostacim em 1258, os califas abássidas passaram a morar no Cairo e serviram apenas como líderes religiosos e como instrumentos para legitimar o governo dos sultões mamelucos.

## História
Em 24 de agosto de 1516, o sultão mameluco Cansu Alguri perdeu a Batalha de Marj Dabiq nas proximidades de Alepo (na Síria) contra o sultão otomano Selim I. O califa Mutavaquil III foi feito prisioneiro e Alaxarafe Cansu Alguri morreu pouco depois. Almostancique retomou sua posição de califa no Cairo sob o novo sultão mameluco Alaxarafe Tumane Bei.
Depois de pacificar a Síria, Selim I conquistou o Egito e Alaxarafe Tumane Bei, o último sultão, foi executado em 13 de abril de 1517 por Selim I. Selim se apodera das insígnias do califado, mas a transmissão da função de califa para o sultão otomano é uma ficção criada no final do século XVIII.